# Lepidium lacerum
Lepidium lacerum är en korsblommig växtart som beskrevs av Carl Anton von Meyer. Lepidium lacerum ingår i släktet krassingar, och familjen korsblommiga växter. Inga underarter finns listade i Catalogue of Life.